# Christian Jakob Kraus
Pour les articles homonymes, voir Kraus.
Christian Jakob Kraus (né le 27 juillet 1753 à Osterode - décédé le 25 août 1807 à Königsberg) est un linguiste comparatif. Il a importé les idées d'Adam Smith dans le Saint-Empire.
- Notices d'autorité :   - VIAF
  - ISNI
  - BnF (données)
  - IdRef
  - LCCN
  - GND
  - Italie
  - CiNii
  - Belgique
  - Pays-Bas
  - Pologne
  - Israël
  - NUKAT
  - Tchéquie
  - Grèce
  - WorldCat